# Rossemaison
Rossemaison (en alemán Rottmund) es una comuna suiza del cantón de Jura, localizada en el distrito de Delémont. Limita al norte con la comuna de Delémont, al este con Courrendlin y al sur con Châtillon y al oeste con Courtételle.